# Trò chơi con mực (mùa 2)
Mùa thứ 2 của bộ phim truyền hình Hàn Quốc Trò chơi con mực do Hwang Dong-hyuk viết kịch bản và đạo diễn, được Netflix phát hành trực tuyến vào ngày 26 tháng 12 năm 2024, với sự tham gia của dàn diễn viên Lee Jung-jae, Wi Ha-joon, Kang Ha-neul, Park Sung-hoon, Im Si-wan, Yang Dong-geun, Park Gyu-young, Lee Jin-wook, Won Ji-an, Jo Yu-ri, Kang Ae-shim, Lee David, T.O.P và Roh Jae-won. Mùa 2 lấy bối cảnh 3 năm sau khi Seong Gi-hun chiến thắng ở mùa 1, anh từ bỏ việc đến Hoa Kỳ và quay trở lại trò chơi với ý định ngăn chặn những kẻ điều hành một lần và mãi mãi. Anh một lần nữa lao vào trò chơi sinh tồn bí ẩn, bắt đầu một trận chiến sinh tử khác với những người tham gia mới tập hợp lại để giành giải thưởng 45,6 tỷ won. Một tình tiết phụ  cho thấy Hwang Jun-ho đang cố gắng tìm Gi-hun với sự giúp đỡ của những người lính đánh thuê.
Trong vòng 72 giờ đầu tiên phát hành, mùa 2 đã có 68 triệu lượt xem, vượt qua lượng người xem buổi ra mắt cao nhất của Netflix tính đến mùa đầu tiên vào thứ 4 với 50,1 triệu lượt xem trong tuần công chiếu. Theo Netflix, mùa 2 đứng ở vị trí số 1 tại 92 quốc gia. Mùa 2 đã nhận được những đánh giá tích cực từ các nhà phê bình, mặc dù nhìn chung nó bị cho là kém hơn so với mùa 1. Mùa 3 và cũng là mùa cuối cùng được quay nối tiếp với mùa 2, sẽ được phát hành vào năm 2025.

## Nội dung
Sau lời thề trả thù 3 năm từ khi chiến thắng trò chơi, Seong Gi-hun quyết định quay trở lại để đối đầu với thủ lĩnh và chấm dứt trò chơi một lần và mãi mãi. Lần này, anh sẽ đồng hành cùng Jun-ho, viên cảnh sát và cũng là em trai của thủ lĩnh. Trong cuộc chơi, Gi-hun tiếp tục hợp tác với những người chơi mới, bao gồm cả người bạn thân Jung-bae, với hy vọng cứu được càng nhiều người càng tốt.
Tuy nhiên, thủ lĩnh giờ đây nắm quyền lực tuyệt đối sau cái chết của Oh Il-Nam. Hắn sẽ làm tất cả để chứng minh rằng Gi-hun không thể nào chấm dứt trò chơi này, vì đó chính là hiện thân của bản chất thật sự của con người. Đây không chỉ là cuộc chiến sinh tử, mà còn là cuộc đối đầu về ý chí và niềm tin vào lương tri.

## Dàn diễn viên và phân vai

### Diễn viên chính
| Diễn viên       | Vai diễn                     | Giới thiệu |
| --------------- | ---------------------------- | --- |
| Lee Jung-jae    | Seong Gi-hun (số 456)        | Seong Gi-hun sau khi chiến thắng 45,6 tỷ won trong mùa 1 đã quyết định quay trở lại để đối đầu với thủ lĩnh và chấm dứt trò chơi một lần và mãi mãi. |
| Lee Byung-hun   | Thủ lĩnh/Hwang In-ho         | Người nắm quyền tuyệt đối của trò chơi, anh trai mất tích của Hwang Jun-ho, cũng là người sau khi chiến thắng trò chơi năm 2015 đã không còn tin rằng có những người thực sự tốt. Ở mùa 2, anh tham gia trò chơi với tên Oh Young-il (số 001). |
| Wi Ha-joon      | Hwang Jun-ho                 | Một sĩ quan cảnh sát bí mật thâm nhập vào trò chơi nhằm tìm kiếm người anh trai Hwang In-ho đã thất lạc lâu ngày. Với kỹ năng và bản lĩnh của mình, anh phát hiện nhiều bí mật động trời từ chuyện danh sách người chơi, các VIP, đường dây buôn bán nội tạng cho đến danh tính thật sự của người anh ruột. Ở mùa 2, anh hợp tác với Gi-hun để đối đầu với thủ lĩnh và chấm dứt trò chơi. |
| Im Si-wan       | Lee Myung-gi (số 333)        | Anh từng là một YouTuber có tiếng trước khi vướng vào vụ lừa đảo tiền ảo, không chỉ ảnh hưởng đến anh mà còn kéo theo những người đăng ký. Vì mất lượng lớn tiền lẫn người đăng ký kênh, anh buộc phải nhắm đến phần thưởng trong trò chơi để giải quyết những rắc rối của mình. |
| Kang Ha-neul    | Kang Dae-ho (số 388)         | Từng là một lính thủy đánh bộ, Dae-ho mắc hậu chấn tâm lý sau vụ xả súng anh đã chứng kiến và sống sót từ khi anh ở trong quân ngũ trước khi mắc phải một khoản nợ lớn. Anh quyết định tham gia Trò chơi con mực để kiếm tiền trả nợ và trong thời gian ở tại trò chơi anh thường xuyên tỏ ra rất tự tin, nam tính và mạnh mẽ.                                                            |
| Park Sung-hoon  | Cho Hyun-ju (số 120)         | Một cựu lính đặc công và hiện là một người chuyển giới nữ. Cô tham gia trò chơi để có được phần tiền thưởng phục vụ cho phẫu thuật chuyển đổi của mình. |
| Yang Dong-Geun  | Park Yong-sik (số 007)       | Tên nghiện cờ bạc & là con trai của Jang Geum-ja (số 149) |
| Kang Ae-shim    | Jang Geum-ja (số 149)        | Mẹ của Park Yong-sik (số 007) tham gia trò chơi để trả nợ cho con trai mình. |
| Park Gyu-young  | Kang No-eul                  | Là một người đào tẩu từ Triều Tiên, cô tham gia nhóm binh lính để tìm đứa con mới sinh của mình |
| Jo Yu-ri        | Kim Jun-hee (số 222)         | Cô là bạn gái cũ của Myung-gi, người cũng phải vào đây để mong kiếm thêm thu nhập sau khi mất rất nhiều tiền vì nghe theo lời khuyên đầu tư từ Myung-gi. |
| Lee Seo-hwan    | Park Jung-bae (số 390)       | Bạn thân của Gi-hun trong mùa 1, anh tham gia trò chơi trong mùa 2. |
| Lee Jin-wook    | Park Gyeong-seok (số 246)    | Người cha đơn thân, mang trên vai trách nhiệm chăm sóc và bảo vệ cô con gái nhỏ đang phải chiến đấu với căn bệnh ung thư máu hiểm nghèo. |
| Choi Seung-hyun | Choi Su-bong/Thanos (số 230) | Một cựu rapper đã mất trắng tài sản do nghe theo lời khuyên đầu tư của Myung-gi |
| Chae Kook-hee   | Seon-nyeo (số 044)           | Tự nhận là một cô đồng quyền lực một thời giờ đã qua thời hoàng kim. |

### Diễn viên phụ
- Lee David trong vai Park Min-su (số 125)[10]
- Roh Jae-won trong vai Nam-gyu (số 124)[10]
- Kim Si-eun trong vai Kim Young-mi (số 095)[9]
- Song Young-chang trong vai Im Jeong-dae (số 100)[11]
- Lee Sung-woo trong vai Kim Yeong-sam (số 226)
- Baek Seung-chul trong vai Kwon Byeong-su (số 047)
- Kang Sung-wook trong vai Gyeong-su (số 256)[11]
- Won Ji-an trong vai Se-mi (số 380), một người phụ nữ kết thân với Min-su và thà chết trong trò chơi còn hơn trở về nhà.[10]
- Oh Dal-su trong vai Thuyền trưởng Park, người hỗ trợ Jun-Ho và sau này là những kẻ cho vay nặng lãi của Gi-Hun trong nỗ lực tìm ra địa điểm của trò chơi và hạ gục Thủ lĩnh.[12]
- Park Hee-soon trong vai người quản lý, anh lên làm thủ lĩnh tạm quyền khi Hwang In-ho/Oh Young-il tham gia trò chơi, cũng là người chiêu mộ Kang No-eul tham gia nhóm binh lính.[13]

### Khách mời
- Gong Yoo trong vai nhân viên tuyển người chơi[14]
- Park Hye-jin trong vai mẹ của Sang-woo
- Park Si-wan trong vai Kang Cheol, em trai của Sae-byeok
- Lee Joo-sil trong vai Park Mal-soon, mẹ của Hwang Jun-ho & mẹ kế của Hwang In-ho.[15]
- Sung Do-hyun trong vai lính đánh thuê Kim
- Kim Pub-lae trong vai người cho vay nặng lãi Kim.[16]
- Song Ji-woo trong vai Kang Mi-na (số 196)
- Jo Si-nae trong vai Park Mi-hwa (số 006)
- Seo Soo-chan trong vai Người chơi 004
- Kang Yi-eun trong vai Người chơi 009
- Lee Ha-nee trong vai Người chơi 015
- Shim Sung-hyo trong vai Người chơi 016
- Go Seong vào trong vai Người chơi 020
- Kim Joon-hwan trong vai Người chơi 023
- Jo Seong-jun trong vai Người chơi 024
- Byeon Ye-jin trong vai Người chơi 031
- Yoon Hyo-sik trong vai Người chơi 036
- Woo Jung-kook trong vai Người chơi 039
- Choi Hee-do trong vai Người chơi 043
- Kwon Jae-hwan trong vai Người chơi 045
- Kim Byeong-gi trong vai Người chơi 048
- Jeong Mi-ran trong vai Người chơi 049
- Jung Hwan-wook trong vai Người chơi 050
- Shin Min-ho trong vai Người chơi 056
- Jo Jeong-yeon trong vai Người chơi 058
- Choi Soon-jin trong vai Người chơi 066
- Ryu Yeon-young trong vai Người chơi 067
- Han Dong-won trong vai Người chơi 072
- Park Sang-woon trong vai Người chơi 073
- Lee Seok trong vai Người chơi 096
- Ha Soo-ho trong vai Người chơi 145
- Park Hyun-chul trong vai Jang Do-yeong (số 198)
- Choi Gwi-hwa trong vai Kim Gi-min (số 203)
- Park Bo-kyung trong vai Người chơi 254
- Lee Eun-mi trong vai Lee Eun-ju (số 283)
- Woo Kang-min trong vai Người chơi 296
- Park Jin-woo trong vai Lee Seung-won (số 336)
- Kang Hyun-Joong trong vai Sim Jae-seok (số 343)
- Kim Geum-soon trong vai Người chơi 349
- Lee Gyu-hoe trong vai Kim Yun-tae (số 353)
- Jo Hyun-woo trong vai Kim Nam-du (số 444)

## Tập phim
| TT. | Tiêu đề              | Đạo diễn        | Biên kịch       | Ngày phát sóng gốc   |
| --- | -------------------- | --------------- | --------------- | -------------------- |
| 1 | "Bánh mì và vé số"   | Hwang Dong-hyuk | Hwang Dong-hyuk | 26 tháng 12 năm 2024 |
| Seong Gi-hun rời khỏi nhà ga với quyết tâm đối đầu với Thủ lĩnh đằng sau các trò chơi. Nhận thức được mình đang bị theo dõi, anh ta tháo thiết bị theo dõi được cấy sau tai. Hwang Jun-ho sống sót sau cú ngã từ vách đá sau khi được Park, một thuyền trưởng tàu đánh tôm, cứu. Hai năm sau, Gi-hun sống tiết kiệm trong một tòa nhà khách sạn kiên cố và thuê người cho vay nặng lãi cũ của mình, ông Kim, cùng những kẻ hầu người hạ của ông ta để truy tìm kẻ tuyển dụng trò chơi ở Seoul. Jun-ho, vẫn làm cảnh sát, thỉnh thoảng đi thuyền cùng Park để xác định vị trí hòn đảo diễn ra trò chơi, nhưng không thành công. Kim và cộng sự của anh, Choi Woo-seok, cuối cùng đã xác định được Kẻ tuyển dụng và chứng kiến hắn ta đưa bánh mì hoặc vé số cho những người lang thang; hầu hết đều chọn vé số, và Kẻ tuyển dụng phá hủy ổ bánh mì chưa ăn trước mặt họ. Jun-ho điều tra Gi-hun sau khi nhận ra hắn. Kim và Woo-seok bị Kẻ tuyển dụng bắt cóc và ép tham gia một trò chơi oẳn tù tì kết hợp với cò quay Nga, và Kim đã hy sinh mạng sống để cứu Woo-seok. Jun-ho tìm thấy căn cứ của Gi-hun. Tại đây, Kẻ tuyển dụng đối đầu với Gi-hun, tiết lộ rằng anh ta từng là lính trong trò chơi và đã giết cha mình, một người chơi. Hắn thách đấu Gi-hun chơi một ván cò quay Nga, kết quả là anh ta chết. |                      |                 |                 |                      |
| 2 | "Bữa tiệc Halloween" | Hwang Dong-hyuk | Hwang Dong-hyuk | 26 tháng 12 năm 2024 |
| Gi-hun, Jun-ho và Woo-seok lần theo manh mối từ Người tuyển dụng đến một bữa tiệc Halloween. Woo-seok chiêu mộ một nhóm lính đánh thuê, Gi-hun cấy một thiết bị theo dõi vào bên trong mình, và cả ba lập ra một kế hoạch để tìm ra Thủ lĩnh. Jun-ho giữ bí mật rằng Thủ lĩnh là anh trai mình, In-ho. Trong khi đó, Gi-hun tiếp tục hỗ trợ mẹ của Sang-woo và Cheol, làm việc với một người môi giới để đoàn tụ Cheol với mẹ anh ta từ Bắc Triều Tiên, và thực hiện một cuộc gọi im lặng cho cô con gái xa cách của mình. Tại bữa tiệc, Gi-hun được một trong những người lính mặc đồ hồng của trò chơi hộ tống vào một chiếc limousine trong khi cả đội đi theo. Anh ta đối đầu với Người đứng đầu qua loa, yêu cầu chấm dứt trò chơi, nhưng sau đó lại yêu cầu được tham gia lại trò chơi với tư cách là người chơi sau khi xe của đội anh ta bị tấn công. Trong khi đó, Kang No-eul, một người đào thoát khỏi Bắc Triều Tiên đang tìm cách đưa con gái mình ra khỏi miền Bắc, được một nhân vật đeo mặt nạ chiêu mộ và tham gia trò chơi với tư cách là một người lính. |                      |                 |                 |                      |
| 3 | "001"                | Hwang Dong-hyuk | Hwang Dong-hyuk | 26 tháng 12 năm 2024 |
| Gi-hun thức dậy trong ký túc xá của trò chơi cùng với 455 người chơi khác. Một người quản lý thông báo một điều khoản mới: sau mỗi ván đấu, người chơi có thể bỏ phiếu về việc có nên kết thúc trò chơi hay không; nếu đa số đồng ý, số tiền thưởng tích lũy sẽ được chia cho họ. Jun-ho và đội của anh ta mất dấu hòn đảo sau khi thiết bị theo dõi của Gi-hun bị gỡ bỏ. Gi-hun nhận ra Người chơi 390 là bạn và đồng nghiệp cũ Jung-bae của mình. Trò chơi đầu tiên là đèn đỏ, đèn xanh. Gi-hun cố gắng vạch trần sự tàn ác của trò chơi, nhưng ban đầu bị những người khác gạt bỏ. Mặc dù vậy, những lời cảnh báo của Gi-hun cuối cùng đã giúp giảm thiểu thương vong. Người chơi 230, một rapper đã nghỉ hưu được biết đến với biệt danh "Thanos" và đang chịu ảnh hưởng của ma túy, đã cố tình thúc đẩy những người khác loại bỏ họ. Gi-hun và Người chơi 120, tên là Cho Hyun-ju (một phụ nữ chuyển giới tham gia để kiếm tiền phẫu thuật chuyển đổi giới tính và rời khỏi Hàn Quốc), cố gắng cứu một người chơi bị loại với vết thương do súng bắn không gây tử vong, nhưng No-eul vẫn hành quyết cô. Sau trò chơi, Gi-hun tuyệt vọng kêu gọi người chơi bỏ phiếu dừng trò chơi và tiết lộ anh là người chiến thắng duy nhất của lần chơi trước, nhưng một lần nữa bị phớt lờ. Những người chơi bỏ phiếu tiếp tục được đánh dấu là "O", trong khi những người bỏ phiếu rời đi được đánh dấu là "X". In-ho, đóng giả là Người chơi 001, bỏ phiếu quyết định để tiếp tục trò chơi. |                      |                 |                 |                      |
| 4 | "Sáu chân"           | Hwang Dong-hyuk | Hwang Dong-hyuk | 26 tháng 12 năm 2024 |
| In-ho giả vờ liên minh với Gi-hun và bịa ra một câu chuyện có thật về lý do anh ta tham gia trò chơi. Người chơi 333, Myung-gi, bị Thanos và Người chơi 124, Nam-gyu tấn công, nhưng In-ho đã can thiệp và dễ dàng ngăn chặn cuộc ẩu đả. Người chơi 222, bạn gái cũ đang mang thai của Myung-gi, Jun-hee, đã tiết lộ danh tính của mình với anh ta. Trong khi đó, một nhóm lính canh do một Phó chỉ huy bắt đầu thu hoạch nội tạng từ những người chơi bị loại để bán trên thị trường chợ đen. Phó chỉ huy ra lệnh cho No-eul phớt lờ các hoạt động này, nhưng cô từ chối. Jun-ho cố gắng nhờ sự hỗ trợ của cảnh sát nhưng không thành công. Trước sự ngạc nhiên của Gi-hun, trò chơi thứ hai yêu cầu người chơi lập thành các đội gồm năm người cho một cuộc thi năm môn phối hợp sáu chân bao gồm năm trò chơi trẻ em truyền thống: ddakji ("đập giấy"), biseokchigi ("ném đá"), gonggi ("thảy đá"), paengi chigi ("đánh quay') và jegi ("đá cầu"), tất cả đều phải hoàn thành trong thời gian giới hạn năm phút. Gi-hun lập đội với In-ho, cũng như Jung-bae, Jun-hee và Người chơi 388, Kang Dae-ho, người nhanh chóng gắn bó với Jung-bae sau khi họ phát hiện ra cả hai đều là thủy quân lực chiến Hàn Quốc. Hyun-ju lập đội với Người chơi 095, Young-mi, một phụ nữ trẻ nhút nhát; Người chơi 007, Yong-sik, một con bạc kinh niên tham gia để trả nợ; Người chơi 149, Geum-ja, mẹ của Yong-sik, người cũng tham gia để trả nợ cho con trai mình; và Người chơi 044, Seon-nyeo, một pháp sư thô lỗ và kiêu ngạo. Thanos và Nam-gyu cũng lập đội cùng với Người chơi 256, Gyeong-su, một trong những người hâm mộ Thanos trong sự nghiệp rap của anh ta; Người chơi 380, Se-mi; và Người chơi 125, Min-su, một người đàn ông nhút nhát và rụt rè. Một đội không hoàn thành trò chơi trong thời gian quy định và No-eul nhận thấy hai công nhân bỏ lại một cầu thủ còn sống sau khi anh ta bị bắn và hành quyết anh ta, tiếp tục nỗ lực phá hoại hoạt động buôn bán nội tạng bất hợp pháp. |                      |                 |                 |                      |
| 5 | "Một trò nữa"        | Hwang Dong-hyuk | Hwang Dong-hyuk | 26 tháng 12 năm 2024 |
| Sau khi đội của Hyun-ju giành chiến thắng nhờ sự hỗ trợ lẫn nhau, nhiều đội khác cũng được truyền cảm hứng và sống sót. Đội của Gi-hun sống sót và năm người đồng ý liên minh và trao đổi tên sau trò chơi, với In-ho tự xưng là "Oh Young-il". No-eul bị tấn công bởi hai tên lính liên quan đến việc buôn bán nội tạng, cảnh báo cô không được can thiệp. Trong cuộc bỏ phiếu tiếp theo, In-ho khuyến khích người chơi bỏ phiếu chống lại việc tiếp tục trò chơi, nhưng phần lớn lại chọn tiếp tục, tin rằng giải thưởng vẫn chưa đủ. Gi-hun tâm sự với Jung-bae về sự không chắc chắn ngày càng tăng của anh trong việc giải cứu mọi người. Trong khi đó, Jun-ho và Woo-seok, giờ đây cùng với một đội lính đánh thuê mở rộng và Đội trưởng Park, tiếp tục cuộc tìm kiếm hòn đảo. Trò chơi thứ ba, "kết bạn", yêu cầu người chơi lập nhóm dựa trên số lượng đã thông báo và vào các phòng được chỉ định tương ứng. |                      |                 |                 |                      |
| 6 | "O X"                | Hwang Dong-hyuk | Hwang Dong-hyuk | 26 tháng 12 năm 2024 |
| Trong trò chơi "kết bạn", người chơi phải vật lộn để xếp các liên minh của mình vào các phòng, dẫn đến căng thẳng, phản bội và cái chết của đồng minh. Nhiều người chơi bị giết, bao gồm cả Gyeong-su và Young-mi. Ở vòng cuối cùng, Jung-bae chứng kiến In-ho giết một người chơi khác một cách tàn nhẫn để giành lấy một phòng cho mình. Sau ván đấu, Gi-hun và In-ho tranh cãi về việc có nên thuyết phục những người chơi khác bỏ phiếu kết thúc trò chơi hay không, cuối cùng quyết định không làm vậy để tránh ẩu đả. Trong quá trình bỏ phiếu, một số người chơi, bao gồm cả Min-su, người đã phục tùng Thanos và Nam-gyu, đã đổi phiếu bầu của họ thành "X". Phiếu bầu quyết định lại thuộc về In-ho, dẫn đến kết quả hòa; người chơi có một ngày để bỏ phiếu lại. Trong nhà vệ sinh, Thanos và Nam-gyu gây áp lực buộc Min-su đổi phiếu bầu của mình thành "O", nhưng Myung-gi và những người chơi khác đã bỏ phiếu "X" đã ra tay bảo vệ anh. Một cuộc ẩu đả xảy ra, Thanos siết cổ Myung-gi, rồi đâm anh ta bằng nĩa. Trong khi đó, nhóm của Jun-ho xác định được lối vào có thể có của một hòn đảo, nhưng lại phát hiện đó chỉ là mồi nhử được gài thuốc nổ, giết chết một tên lính đánh thuê. |                      |                 |                 |                      |
| 7 | "Bạn hay thù"        | Hwang Dong-hyuk | Hwang Dong-hyuk | 26 tháng 12 năm 2024 |
| Đội trưởng Park hóa ra là điệp viên hai mang, kẻ đã phá hoại máy bay không người lái của đội Jun-ho và giết chết phi công. Sau cuộc chiến trong nhà vệ sinh, những người chơi nhận ra họ có thể giết những người khác để tăng tổng giải thưởng và làm suy yếu những người bỏ phiếu đối lập. Gi-hun dự đoán một cuộc tấn công vào đêm đó bởi những người chơi muốn tiếp tục trò chơi, nhưng đã thuyết phục một nhóm nhỏ người chơi "X" tránh tấn công, lập luận rằng những người tạo ra trò chơi mới là kẻ thù thực sự. Trong cuộc thảm sát được dự đoán trước, nhóm của Gi-hun vẫn ẩn náu trong khi những người còn lại chịu tổn thất nặng nề, bao gồm cả Se-mi, người bị Nam-gyu giết chết trước sự kinh hoàng của Min-su. Những người X trong nhóm của Gi-hun giả chết để bị quân lính kiểm tra, chỉ xuất hiện khi họ đến. Nhóm của Gi-hun khiêu khích quân lính, giết chết tất cả trừ một người và lấy súng của họ. Họ bắt đầu một cuộc nổi loạn và buộc người lính sống sót phải dẫn họ đến phòng điều khiển. Tuy nhiên, nhiều binh lính hơn nổ súng trên đường đi, và cuộc nổi loạn bắt đầu suy yếu khi nhóm hết đạn; Dae-ho, được giao nhiệm vụ lấy thêm băng đạn, dường như bị lên cơn hoảng loạn và không thể quay lại. In-ho phản bội nhóm bằng cách giết hai người chơi và giả chết, trong khi những người chơi khác đầu hàng đều bị xử tử. Gi-hun và Jung-bae bị bắt. In-ho, giờ đây đeo mặt nạ làm Thủ lĩnh, xử tử Jung-bae trước mặt Gi-hun đang quẫn trí. |                      |                 |                 |                      |

## Sản xuất

### Phát triển kịch bản

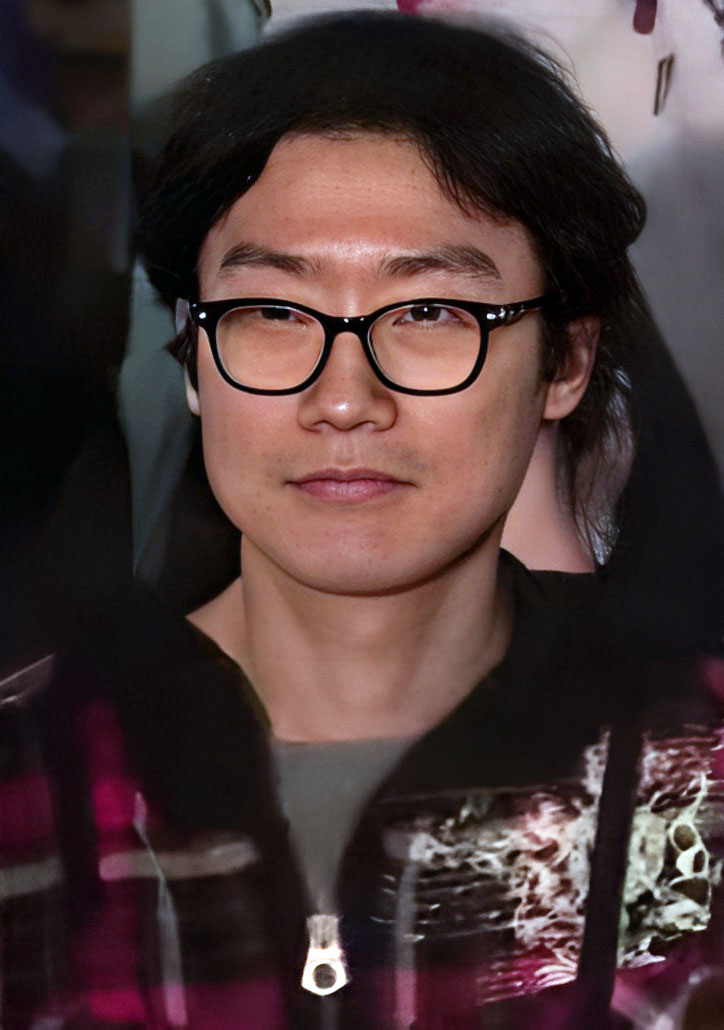
Đạo diễn kiêm biên kịch Hwang Dong-Hyuk

Sau thành công của loạt phim, đạo diễn Hwang Dong-hyuk cho biết ông vẫn chưa có kế hoạch cho mùa 2: "Hiện chúng tôi đang tập trung cho một vài dự án khác nên mùa 2 sẽ tạm gác lại". Ở thời điểm hiện tại, nam đạo diễn cho biết bản thân vẫn cảm thấy mệt mỏi khi nghĩ đến điều này. Tuy nhiên, nếu như tiếp tục, ông khẳng định chắc chắn sẽ không làm mùa 2 một mình mà phải bàn bạc với nhiều nhà biên kịch cũng như đạo diễn kinh nghiệm khác để mang lại những điều thú vị, mới mẻ hơn cho khán giả.
Sau đó trong cuộc phỏng vấn trực tuyến với CNN, ông tiết lộ vẫn còn nhiều điều mình chưa giải thích trong phim và muốn tiếp tục đi sâu khám phá trong mùa 2: "Vẫn còn rất nhiều tình tiết bị bỏ ngỏ trong bộ phim mà tôi muốn tiếp tục đi sâu khám phá. Đó là quá khứ chưa được sáng tỏ của gã quản lý khu trò chơi (Lee Byung-Hun) hay chuyện thám tử Jun-Ho (Wi Ha-Joon) còn sống hay đã chết. Câu chuyện của 2 nhân vật này đều còn dang dở và tôi muốn hoàn thiện chúng trong chặng tiếp theo của phim nếu có cơ hội. Nhân vật kẻ chiêu mộ do Gong Yoo thủ vai cũng còn nhiều không gian để phát triển... Dù chưa có thông tin chính thức, nhiều khán giả bày tỏ sự mong chờ với mùa 2. Điều này khiến tôi rất cảm động." – vị đạo diễn chia sẻ.
Khi trả lời phỏng vấn hãng thông tấn Mỹ AP tại sự kiện LACMA Art + Film Gala do Bảo tàng Nghệ thuật quận Los Angeles tổ chức vào tháng 11, ông xác nhận phim sẽ có mùa 2 "Có quá nhiều áp lực, quá nhiều yêu cầu và quá nhiều tình yêu cho mùa thứ 2. Vì vậy, tôi gần như cảm thấy các bạn không cho chúng tôi lựa chọn nào khác". Ông cho biết đang làm việc chăm chỉ để mang đến cho người hâm mộ sản phẩm chất lượng. Tuy nhiên, theo đạo diễn Hwang, mọi thứ vẫn đang trong đầu và hiện ông đang trong quá trình lập kế hoạch. Do đó, ông nhấn mạnh chưa thể "bật mí" bất cứ điều gì về mùa 2 "Tôi nghĩ còn quá sớm để nói điều đó sẽ xảy ra khi nào và như thế nào". Ông chỉ tiết lộ Lee Jung-jae sẽ trở lại trong vai Gi-hun "Tôi hứa với các bạn điều này, Gi-Hun sẽ trở lại. Anh ấy sẽ làm điều gì đó cho thế giới". Sau đó, trong cuộc họp cùng phía đơn vị sản xuất, nam đạo diễn cho biết nội dung của mùa 2 sẽ là câu chuyện về nhân vật Seong Gi-Hun đằng sau trò chơi trên hòn đảo chết người năm ấy "Cốt truyện của mùa 2 sẽ là câu chuyện về những người mà Gi-Hun gặp và những người mà anh ấy đang theo đuổi để tìm ra sự thật".
Vào tháng 12 năm 2021, ông chia sẻ với đài truyền hình KBS về phần tiếp theo của loạt phim: "Tôi đang đàm phán với Netflix về mùa 2 cũng như mùa 3. Chúng tôi sẽ sớm đưa ra kết luận". Đây là lần đầu tiên đạo diễn nói về khả năng có mùa thứ 3 của loạt phim gốc lớn nhất của Netflix sau khi ông xác nhận kế hoạch sản xuất mùa 2 trong một cuộc phỏng vấn truyền thông vào tháng trước. Sau đó trong cuộc phỏng vấn về thu nhập quý 4 năm 2021 của Netflix vào ngày 21 tháng 1 năm 2022, tổng giám đốc điều hành Netflix Ted Sarandos xác nhận phim sẽ có mùa 2: "Vũ trụ "Trò chơi con mực" chỉ mới bắt đầu". Vào tháng 4 năm 2022, Hwang Dong-hyuk cho biết đang chuẩn bị làm phim Killing Old People Club (gọi tắt là KO Club) lấy cảm hứng từ cuốn tiểu thuyết của nhà văn Ý Umberto Eco, và tiết lộ mùa 2 sẽ được hoàn thành và phát sóng vào năm 2024.

### Bối cảnh và dựng phim
Việc quay phim cho mùa 2 dự kiến bắt đầu vào tháng 7 năm 2023 và dự kiến sẽ kéo dài "ít nhất 10 tháng". Vào ngày 10 tháng 7, các nhân viên của đoàn làm phim đã phải đối mặt với tranh cãi liên quan đến cáo buộc ngược đãi người dân trong quá trình quay phim tại sân bay Incheon. Công ty sản xuất đã đưa ra lời xin lỗi chính thức về vấn đề này. Quá trình quay phim được cho là đã được tiến hành vào tháng 8 năm 2023, việc quay phim cho mùa 3 diễn ra đồng thời & kết thúc vào tháng 6 năm 2024. Mùa 2 đánh dấu cột mốc mới cho phim truyền hình Hàn Quốc với mức kinh phí sản xuất kỷ lục lên đến 100 tỷ won. Cũng trong mùa 2, Netflix tiếp tục mở rộng khám phá kho tàng văn hóa trò chơi Hàn Quốc khi mang tới nhiều trò chơi hơn, dễ tiếp cận khán giả và cũng là cách để quảng bá văn hóa như Gonggi, Đá cầu, Biseokchigi (ném đá), Con quay, Ghép số. Nói về các trò chơi xuất hiện trong mùa 2, đạo diễn cho biết: "Chúng một lần nữa là những trò chơi trẻ em đơn giản mà rất nhiều trẻ em ở Hàn Quốc đã chơi khi còn nhỏ. Tôi nhớ mình đã ở trên phim trường và được gợi nhớ về những ngày thơ ấu của mình." Tuy nhiên, lần này ông cũng muốn các trò chơi được công nhận rộng rãi hơn: "Ở nhiều quốc gia khác nhau trên thế giới, sẽ có một số phiên bản tương tự như những trò chơi mà bạn có thể đã chơi khi còn nhỏ,... Chúng sẽ rất dễ hiểu và dễ chơi, và rất thú vị."

### Tuyển chọn diễn viên
Vào tháng 4 năm 2022, Hwang xác nhận rằng các nhân vật Gi-hun và Thủ lĩnh sẽ trở lại trong mùa 2. Ông cho biết muốn đưa một số nhân vật đã chết trở lại, chẳng hạn như Ji-young, và bày tỏ sự hối tiếc vì đã giết chết một số nhân vật được yêu thích vì không có bất kỳ kế hoạch nào cho mùa 2 vào thời điểm đó. Ông sau đó giới thiệu Cheol-su, bạn trai của Young-hee.
Trong sự kiện Tudum: A Global Fan Event của Netflix vào tháng 6 năm 2023,  Netflix xác nhận Lee Jung-jae sẽ tiếp tục đảm nhận vai diễn của mình cùng với Lee Byung-hun, Gong Yoo và Wi Ha-joon. Vào ngày 29 tháng 6, Netflix công bố thêm thông tin về dàn diễn viên của mùa mới, bao gồm Kang Ha-neul, Park Sung-hoon, Im Si-wan, Yang Dong-geun, Park Gyu-young, Lee Jin-wook, Won Ji-an, Jo Yu-ri, Kang Ae-shim, Lee David và Roh Jae-won.
Jo Yu-ri, người đóng vai Kim Jun-hee, được biết đến nhiều nhất với tư cách là cựu thành viên của nhóm nhạc nữ Hàn Quốc-Nhật Bản Iz*One. Cô nổi tiếng sau khi tham gia chương trình truyền hình thực tế Produce 48 của Mnet vào năm 2018, nơi cô đứng thứ 3 và ra mắt với Iz*One vào ngày 29 tháng 10 năm 2018. Sau khi nhóm tan rã vào tháng 4 năm 2021, cô bắt đầu sự nghiệp solo thành công, phát hành đĩa đơn đầu tay Glassy vào tháng 10 năm 2021, giúp cô nhận được một số đề cử Tân binh của năm tại các giải thưởng âm nhạc lớn.

Vào ngày 4 tháng 12 năm 2024, T.O.P được tiết lộ sẽ tham gia mùa 2. Anh sẽ đóng vai một cựu rapper, Thanos- được đặt theo tên của nhân vật phản diện nổi tiếng trong truyện tranh Marvel cùng loạt phim "Avengers: Infinity war" và "Endgame". Thanos từng là một rapper có tiếng tăm nhưng hiện đã hết thời. Anh ta cũng đã mất một khoản tiền lớn trong một vụ lừa đảo tiền ảo liên quan đến YouTuber Myung-gi. Sau đó, Thanos nghiện ma túy. Khi tham gia trò chơi, Thanos thường xuyên có hành động phá phách, gây ảnh hưởng đến những người chơi khác. Anh ta tán tỉnh những người chơi nữ, đe dọa những người chơi nam và khiến một vài người chơi phải chết.

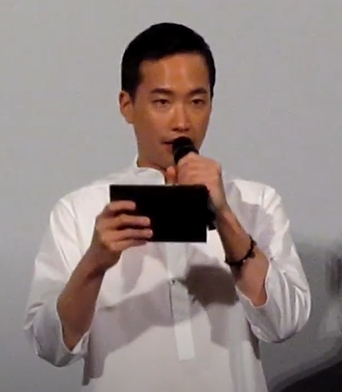
Jung Jae-il là nhà soạn nhạc cho bộ phim

### Âm nhạc
Jung Jae-il quay trở lại soạn nhạc cho mùa 2, với album nhạc phim được phát hành vào ngày 27 tháng 12 năm 2024 thông qua Netflix Music. Anh xác nhận trên BBC việc tham gia vào năm 2023, cho biết mùa 2 sẽ giữ lại một số yếu tố từ bản nhạc của mùa 1 nhưng có "âm thanh kỳ lạ và độc đáo hơn". Mùa 2 còn có aria "Nessun dorma" từ Turandot của Giacomo Puccini và "Time to Say Goodbye" của Sarah Brightman và Andrea Bocelli. Bài hát Fly Me to the Moon từng xuất hiện trong mùa 1 trở lại trong mùa 2 với phiên bản remix.

## Quảng bá
Trong sự kiện Netflix Geeked Week vào tháng 9 năm 2024, một tấm áp phích và đoạn giới thiệu cho mùa 2 đã được phát hành. Vào ngày 19 tháng 12 năm 2024, một bữa tiệc quẩy liên quan đến mùa 2 đã được tổ chức ở London. Streamer nổi tiếng Ibai Llanos đã tổ chức phiên bản Trò chơi mực của riêng mình với KFC. Nhà báo người Philippines MJ Marfori đã tham dự sự kiện kéo dài 3 ngày của mùa 2 và cũng đã phỏng vấn Lee Jung-jae.

## Sự cố & tranh cãi

### Nghi vấn đạo ý tưởng
Trước khi mùa 2 lên sóng, Soham Sah, nhà làm phim người Ấn Độ đã gọi bộ phim là bản sao trắng trợn bộ phim tiếng Hindi của mình "Luck" cũng xoay quanh câu chuyện về một "nhóm người tuyệt vọng, mắc nợ bị dụ tham gia vào một loạt các trò chơi cạnh tranh để giành được số tiền lớn" và phải đối mặt với cái chết nếu họ thua cuộc. Soham Sah yêu cầu các khoản bồi thường theo quy định của pháp luật và lệnh cấm vi phạm bản quyền bằng cách ngừng phát sóng và quảng bá bộ phim. Netflix đã bác bỏ cáo buộc, khẳng định yêu cầu bồi thường này không có căn cứ và tuyên bố sẽ "bảo vệ vấn đề này một cách mạnh mẽ", ngoài ra phát ngôn viên của Netflix tiết lộ thêm "Bộ phim được Hwang Dong-hyuk viết kịch bản và đạo diễn, chúng tôi sẽ bảo vệ luận điểm này đến cùng".

### Đề cập đến Chiến tranh Việt Nam
Mùa 2 của phim khi đề cập đến Chiến tranh Việt Nam đã hứng chịu một số chỉ trích từ phía khán giả Việt Nam. Trong một phân cảnh phim, nhân vật Kang Dae-ho chia sẻ việc cha anh là một quân nhân từng tham gia cuộc chiến này và nhận được sự tán dương từ nhân vật Park Jung-bae. Cho rằng góc nhìn của phim là "sai lệch", khán giả Việt Nam tỏ ra phẫn nộ và tuyên bố "tẩy chay" bộ phim. Phó Cục trưởng Cục Điện ảnh Việt Nam Đỗ Quốc Việt cho biết cục này sẽ tiến hành rà soát, kiểm tra bản phim phát sóng trên các dịch vụ chiếu phát ở nước sở tại.

### Dàn diễn viên trong mùa 2
Khi dàn diễn viên trong mùa 2 được công bố, đã có nhiều tranh cãi nổ ra khi có thông tin tiết lộ rằng T.O.P, cựu thành viên của nhóm nhạc Big Bang từng bị kết tội liên quan đến ma túy trong thời gian thực hiện nghĩa vụ quân sự năm 2016, được chọn trong mùa 2.

Thời điểm đó, đạo diễn giải thích rằng, ông tuyển diễn viên dựa trên tiêu chí phải thực sự phù hợp với vai diễn, chứ không dựa trên các mối quan hệ hay tình bạn:
Chuyện xảy ra đã lâu và anh ấy cũng đã hết thời gian quản chế. Đã có những người nổi tiếng gây tranh cãi trong xã hội. Tôi thấy có người vẫn trở lại sau vụ bê bối cần sa nên tôi nghĩ đã đến lúc T.O.P bắt đầu lại. Tuy nhiên, khi có nhiều người bày tỏ nỗi lo ngại hơn tôi tưởng tượng, có lúc tôi đã nghĩ liệu rằng mình suy nghĩ chưa chu đáo hoặc mắc sai lầm hay không. Anh ấy là một diễn viên tôi luôn để mắt tới. Tôi không thể kể chi tiết về nhân vật anh ấy đóng trong mùa 2, nhưng đó là một vai diễn đòi hỏi sự can đảm của T.O.P. Tôi quyết định chọn anh ấy vì tôi nghĩ anh ấy là diễn viên phù hợp nhất. 
Dù được đạo diễn khen ngợi lúc casting và khi quay phim, và khẳng định T.O.P là sự lựa chọn phù hợp nhất cho vai diễn, tuy nhiên, những điều này vẫn không thể xóa tan được nghi vấn T.O.P được đóng nhờ mối quan hệ với nam chính Lee Jung-jae. Dispatch từng đăng bài báo vào cuối tháng 6, chỉ ra T.O.P có mặt trong mùa 2 là nhờ Lee Jung-jae tiến cử, tác động. Lee Jung-jae và T.O.P là những người anh em thân thiết nổi tiếng trong giới giải trí Hàn Quốc, cả hai xây dựng tình bạn dựa trên những sở thích chung. Họ cùng nhau đến hội chợ nghệ thuật Hong Kong (Trung Quốc) và uống rượu vang tại nhà hàng của Im Se-Ryung. Đạo diễn đã phủ nhận tin đồn này, và khẳng định T.O.P tự tham gia thông qua việc gửi cho nhà sản xuất một đoạn video ghi lại quá trình làm việc chăm chỉ. Sau khi xem video, giám đốc nhận thấy T.O.P đã nỗ lực và tài năng:
Thật không công bằng cho anh ấy khi có tin đồn như thế. Lúc mới làm đạo diễn, tôi không thể tránh khỏi những trường hợp tuyển chọn diễn viên dựa trên mối quan hệ khi thực hiện một dự án. Nhưng tôi không thể làm điều đó một lần nữa và nếu có tôi chắc chắn hối hận. Tôi đã hối hận trước đây. Nếu bạn sử dụng một diễn viên như vậy, bạn sẽ hối hận khi quay phim, vì vậy nguyên tắc và triết lý quan trọng nhất của tôi là không bao giờ làm điều đó.
Vào tháng 9 năm 2000, diễn viên Song Young-chang bị kết tội mua dâm trẻ dưới tuổi vị thành niên. Ông đã trả 150 USD để quan hệ với 1 thiếu nữ 16 tuổi 2 lần trong xe hơi và phải chịu 10 tháng tù treo cùng 2 năm quản chế. Sau khi được thả, ông đã chuyển đến Canada cùng gia đình để học tiếng Anh. Ông từng xuất hiện trong một vài tác phẩm nhạc kịch trước khi trở về Hàn Quốc. Ông là người đầu tiên bị kết tội mua dâm trẻ dưới tuổi vị thành niên trong ngành giải trí xứ Hàn và bị các kênh như KBS, EBS và MBC cấm sóng. Các vấn đề pháp lý trước đây của ông đã nhận được sự chú ý sau khi mùa 2 được phát hành.

Với diễn viên Oh Dal-su, vào tháng 2 năm 2018, ông liên tiếp bị 2 người phụ nữ tố cáo quấy rối và cưỡng hiếp. Dù sau khi điều tra, phía cảnh sát tuyên bố ông trắng án, tuy nhiên sự nghiệp của sao nam này lúc đó gần như chạm đáy khi bị tất cả đạo diễn "gạch tên" và dư luận tẩy chay. Thời điểm đó, phong trào #MeToo phát triển mạnh mẽ khiến ông chịu sự tấn công dữ dội từ công chúng. Sau đó, ông thừa nhận hành vi sai trái, đưa ra lời xin lỗi công khai và rút khỏi bộ phim truyền hình My Mister của tvN. Vụ án khép lại mà không cần điều tra do hết thời hiệu khởi tố. Đạo diễn sau đó đã lên tiếng về tranh cãi này, và cho rằng không có tiêu chuẩn rõ ràng trong cách nhìn nhận vấn đề của từng người. Một số người có thể nêu lên quan ngại, trong khi những người khác bỏ qua. Ông theo dõi bình luận từ khán giả và nảy sinh cảm xúc lẫn lộn. Tuy nhiên, ông tôn trọng quyết định của người xem, không có ý áp đặt hay thanh minh:
Về mặt pháp lý, không có vấn đề gì và tôi không có thẩm quyền để phán đoán mức độ nghiêm trọng của các sự cố. Vụ án của Oh Dal-su đã kết thúc mà không có cáo buộc nào được đệ trình. Vì anh ấy đã xuất hiện trong các tác phẩm khác, nên tôi tự hỏi liệu việc chọn anh ấy có đáng bị chỉ trích như vậy không. Tôi tin rằng sự kết hợp của họ sẽ tạo ra sự cộng hưởng. Oh Dal-su là diễn viên mà tôi đã muốn hợp tác từ lâu. Tôi cảm thấy vai diễn này rất hợp với anh ấy. Quyết định của tôi dựa trên sự tương thích với nhân vật, chứ không phải để hỗ trợ cho sự trở lại của anh ấy.
Trước đó vào năm 2024, O Yeong-su (người đóng vai Oh-Il nam trong mùa 1) bị kết tội tấn công tình dục một phụ nữ vào năm 2017 và bị kết án 8 tháng tù treo, kèm theo đó là thời gian quản chế 2 năm, cũng như phải tham gia 40 giờ học chương trình phòng chống bạo lực tình dục. Theo nạn nhân, khi đó ông cố tình ôm cô khi 2 người cùng đi dạo. Cô bị nam diễn viên hôn vào má phải một cách bất ngờ khi đang nhập mật khẩu vào nhà. Tuy nhiên, trong quá trình điều tra, ông một mực phủ nhận cáo buộc, khẳng định chỉ nắm tay để chỉ đường đi quanh hồ. Ở thời điểm đó, phía công tố cho biết đã cho bằng chứng cho thấy O Yeong-su có hành vi quấy rối tình dục. Mặc dù bị buộc tội vào năm 2017 nhưng mãi đến năm 2022 ông mới bị truy tố. Ông sau đó bị đài truyền hình KBS cấm sóng vì bê bối này.

### Vai diễn nữ chuyển giới
Trước khi phát sóng, mùa 2 đã gây tranh cãi vì chọn nam diễn viên Park Sung-hoon vào vai nhân vật nữ chuyển giới Hyun-Ju, thay vì chọn một nữ diễn viên chuyển giới. Những lời chỉ trích nhắm vào cả việc chọn một người dị tính cho vai diễn thay vì một người chuyển giới, cũng như việc chọn một người đàn ông dị tính nói riêng thay vì một người phụ nữ dị tính. Một số người phản biện lại lời chỉ trích này rằng Hàn Quốc bảo thủ về quyền LGBT, và việc cố gắng tìm một nữ diễn viên chuyển giới sẵn sàng đưa mình làm tâm điểm là không hợp lý. Vào ngày 18 tháng 12 năm 2024, trong buổi họp báo ra mắt phim, đạo diễn đã lên tiếng giải thích việc muốn đưa nhân vật chuyển giới vào phim, và cho hay Hyun-ju sẽ là một nhân vật có khả năng lay động trái tim khán giả:
Hyun-ju là một cựu chiến binh lực lượng đặc biệt tham gia trò chơi chết chóc này để kiếm tiền phẫu thuật chuyển đổi giới tính. Không giống như nhiều người tham gia khác, nhân vật này can đảm và vị tha. Mặc dù phải đối mặt với định kiến và những tình huống khó khăn, Hyun-ju vẫn thể hiện sức mạnh đáng kinh ngạc, sự quyết đoán và khả năng lãnh đạo .Tôi luôn muốn đưa các nhân vật thiểu số vào trong phim. Trong mùa đầu tiên là sự xuất hiện của Ali, một công nhân nhập cư và là người đào tẩu từ Bắc Triều Tiên. Ở mùa 2, tôi muốn đưa thêm ít nhất 1 hoặc 2 nhân vật thiểu số nữa. Đó là cách mà nhân vật Hyun-ju, một người thuộc cộng đồng LGBTQ+, ra đời. Đây là nhân vật đại diện cho những người bị áp bức và bị cô lập trong một thế giới hỗn loạn. Hyun-ju cũng là hiện thân của sức mạnh, ý chí sinh tồn quyết không đầu hàng nghịch cảnh. Tôi nghĩ khán giả sẽ đồng cảm sâu sắc với câu chuyện".
Ông cũng tiết lộ thêm "gần như không thể" tìm được một diễn viên chuyển giới nào cho vai diễn này, và tin rằng những vai diễn trước đây của Park Sung-hoon trong Vinh quang trong thù hận và Nữ hoàng nước mắt đã giúp anh có khả năng thể hiện được vai diễn này:
"Khi chúng tôi nghiên cứu ở Hàn Quốc, gần như không có diễn viên nào công khai là người chuyển giới, chứ đừng nói đến việc công khai là người đồng tính.Thật không may là trong xã hội Hàn Quốc hiện nay, cộng đồng LGBTQ vẫn còn bị thiệt thòi và bị bỏ rơi nhiều hơn, điều này thật đau lòng".

### Nhận đề cử Quả cầu vàng dù chưa lên sóng
Trước khi lễ trao giải Quả cầu vàng lần thứ 82 diễn ra, ban tổ chức công bố các hạng mục đề cử. Đáng chú ý, mùa 2 của phim bất ngờ góp mặt ở hạng mục Phim chính kịch hay nhất, phim cạnh tranh cùng 5 tác phẩm đình đám: The Day of the Jackal, The Diplomat, Mr. & Mrs. Smith, Shogun, Show Horses. Nhiều tờ báo quốc tế như The Hollywood Reporter và Deadline đều bày tỏ sự khó hiểu về quyết định của Hiệp hội báo chí nước ngoài ở Hollywood, đơn vị tổ chức Quả cầu vàng. Tuy nhiên, xét theo quy định, bộ phim vẫn đủ tiêu chuẩn được đề cử khi đáp ứng được các yêu cầu từ ban tổ chức. Động thái bất thường này có thể thực hiện được là do Netflix đã chuyển nội dung phim cho ban giám khảo sớm. Theo quy định, các tác phẩm dự thi phải được phát sóng trong năm 2024 và được gửi đến ban tổ chức trước ngày 4/11/2024. Theo Forbes, cách duy nhất có thể giúp bộ phim nhận được đề cử cho mùa 2 dù chưa chiếu là do Netflix cho phép những người bỏ phiếu giải Quả Cầu Vàng được xem phim sớm. Đây được coi là động thái mạo hiểm khi cốt truyện của mùa tiếp theo đang được giữ kín. Để ngăn chặn rò rỉ thông tin, Netflix áp dụng các biện pháp bảo mật nghiêm ngặt như đóng dấu bản quyền phim, cấm tiết lộ nội dung. Dù vậy, bộ phim đã không thể thắng giải Phim truyền hình chính kịch hay nhất khi thua trước phim "Shogun".

## Đón nhận, đánh giá & lượt xem

### Đón nhận & đánh giá
Mùa 2 nhận về đánh giá tích cực. Trên trang đánh giá tổng hợp Rotten Tomatoes, 83% trong số 92 bài đánh giá là tích cực, với điểm trung bình là 7,2/10. Sự đồng thuận của trang web viết: "Trong khi sự trở lại của bộ phim không thể không làm mất đi yếu tố bất ngờ, một số thử thách cực kỳ hiểm ác và quan điểm đạo đức phức tạp khiến mùa 2 này trở nên ly kỳ." Trên trang Metacritic, mùa 2 có điểm trung bình là 62/100 dựa trên 36 đánh giá, cho thấy "các bài đánh giá nhìn chung là thuận lợi". Trang Screen Rant chấm 8/10 cho bộ phim và nhận xét mùa 2 không hề thua kém mùa 1. Nó mang đến những trò chơi thú vị hơn, cho phép những câu chuyện phức tạp hơn liên quan đến người chơi mới. Trong đó, điều gây sốc nhất là người chơi số 001 Oh Young-il.
Trang Vogue gọi mùa 2 là một trong những phim hay nhất 2024 và là "cuộc trả thù đẫm máu." Vulture - chuyên trang điện ảnh và giải trí của Tạp chí New York - đánh giá cao tính nhất quán trong sản xuất của loạt phim và cho rằng mùa 2 thách thức mọi yếu tố từng dẫn đến thành công của mùa 1, đào sâu hơn vào tác động của cấu trúc xã hội, bản chất con người, thách thức người xem tự đặt mình vào hoàn cảnh của người chơi…“Cách tiếp cận nội tâm này cũng như một lời bình luận về nhu cầu tiêu thụ nội dung về bạo lực và các vấn đề xã hội của chính khán giả,” trang này viết. Variety đánh giá cao tính nhất quán trong sản xuất của loạt phim: "Những yếu tố mang tính biểu tượng từ phần 1, như cấu trúc, trang phục, bối cảnh và chủ đề, đều được giữ nguyên trong phần 2. Nỗi kinh hoàng trên khuôn mặt của những người chơi, kể cả những người từng trải như Gi-hun, vẫn được thể hiện rõ nét". Ayush Sharma - nhà phê bình phim của The Daily List - khen ngợi: "Trò chơi con mực 2 thành công trong việc khai thác sâu hơn tâm lý con người, đồng thời nâng cao mức độ căng thẳng và nguy hiểm. Cốt truyện kết nối mượt mà giữa các pha hành động kịch tính và những trò chơi tâm lý. Lee Jung-jae thể hiện xuất sắc". Đồng quan điểm, Rama - một nhà báo giải trí được MPA công nhận, đánh giá: "Trò chơi con mực 2 dữ dội hơn hẳn phần trước. Ngay cả những khoảnh khắc gợi nhớ đến Deer Hunter cũng khiến khán giả nín thở. Mùa này tràn ngập các pha hành động đậm chất trả thù".
Bên cạnh lời khen vì khám phá sâu sắc hơn về bản chất con người cùng diễn xuất ấn tượng của Lee Jung-Jae, có không ít những đánh giá tiêu cực cho tác phẩm. Theo Daum, mùa 2 của phim có diễn biến chậm chạp, ít trò chơi, thiếu sự gay cấn. Nhân vật mới No-eul - kẻ đào tẩu tạo cảm giác gần giống với nhân vật Sae-byeok trong mùa 1. Trong khi nhân vật Thanos của T.O.P bị chỉ trích vì diễn xuất vụng về, các cảnh rap gượng gạo.
Báo USA Today cho rằng “phim vẫn bạo lực nhưng gây thất vọng nhiều hơn là gây sốc”, trong khi The Hollywood Reporter đánh giá mùa 2 là “một sự thất vọng hoàn toàn” khi thiếu đi sự vui nhộn xen lẫn sự kì quặc ở mùa 1. Các chi tiết liên quan đến bản chất của các trò chơi cũng không được thể hiện rõ nét. Báo The Guardian đánh giá mùa 2 không hay bằng mùa 1. Những cảnh rượt đuổi, tai nạn xe hơi và đấu súng ở những tập đầu có vẻ là “chiến lược trì hoãn” của đạo diễn, nhưng điều này là không cần thiết. Yếu tố châm biếm đã được thay thế bằng một cuộc truy đuổi trả thù. Nó đủ giải trí, nhưng dẫn đến một cảm giác khát máu khó chịu. Còn tạp chí Time nhận xét, 7 tập của mùa 2 có nhịp độ chậm, buồn tẻ: “Khi Gi-hun trở lại trong bộ đồ thể thao màu xanh lá cây, chúng ta gặp dàn diễn viên mới với nhiều cảm xúc, nhưng cốt truyện có cảm giác như là sự làm lại của mùa 1. Những cảnh bạo lực không khác mấy so với những gì người xem đã thấy”.

### Lượt xem
Theo công bố của Netflix, từ 23 đến 29/12/2024, mùa 2 đứng đầu bảng xếp hạng chương trình truyền hình không nói tiếng Anh được xem nhiều nhất Netflix toàn cầu, với 68 triệu lượt và tổng cộng 487,6 triệu giờ xem. Đáng chú ý, bộ phim đạt thành tích này chỉ sau 4 ngày ra mắt, mùa 2 chính thức phá kỷ lục giờ xem của mùa 1 lên sóng năm 2021, từng ghi nhận 448,73 triệu giờ xem trong tuần đầu. Mùa 2 còn phá kỷ lục lượt xem của mùa 1 bộ phim gốc Netflix nói tiếng Anh “Wednesday” phát hành năm 2022, từng đạt 50,1 triệu lượt xem trong tuần. Bộ phim đứng vị trí số 1 bảng xếp hạng hàng tuần Netflix của 92 quốc gia. Trước đó, theo Flixpatrol, từ ngày 29/12, bộ phim đã đứng vị trí số 1 của tất cả 93 quốc gia trên toàn thế giới có nền tảng Netflix. Đây là chương trình đầu tiên trong lịch sử Netflix đạt được thành tích ấn tượng này.

Trong cuộc phỏng vấn với HeraldPop, đạo diễn Hwang Dong-Hyuk bày tỏ lòng biết ơn trước sự ủng hộ nồng nhiệt của khán giả quốc tế Ông gọi thành tích mà mùa 2 đạt được là “phép màu”. Tuy nhiên, ông thừa nhận sự tự hào đi kèm áp lực nặng nề::
“Tôi vô cùng biết ơn. Tất cả những gì tôi có thể nói là cảm ơn. Mặc dù có nhiều đánh giá trái chiều, nhưng cuối cùng, mức độ phổ biến của một tác phẩm thường được đo bằng số giờ xem. Điều đó khiến tôi nhận ra có nhiều người trên toàn thế giới yêu thích và chờ đợi bộ phim. Trong thời đại ngày nay, khi có vô số nội dung để lựa chọn, các sản phẩm địa phương thường được yêu thích trong phạm vi quốc gia hoặc khu vực của họ. Nhưng để nội dung của một quốc gia duy nhất được xếp hạng số 1 trên toàn cầu, điều đó có thể xảy ra không? Thật kỳ diệu. Thiết nghĩ sản phẩm tiếng Hàn đứng đầu bảng xếp hạng ở 93 quốc gia giống như thành tựu chỉ có một lần trong đời. Tôi tự hỏi liệu mình có bao giờ đạt được điều gì đó như thế này nữa không”.

Sau 5-6 năm chỉ tập trung vào bộ phim, tôi không nhận thức đầy đủ về mức độ quan tâm mà toàn thế giới dành cho phim. Nhưng trong chuyến đi quảng bá này, tôi có thể cảm nhận lại sự quan tâm đó. Trong khi tôi nhận ra gánh nặng đi kèm với vương miện, tôi cũng có nhiều kỷ niệm vui. Tôi tin rằng tôi cần phải chịu đựng những lời chỉ trích.
Bên cạnh ghi nhận sự ủng hộ từ quốc tế, ông tuyên bố phản ứng thờ ơ của khán giả Hàn Quốc là đáng thất vọng.
“Có câu nói rằng ngay cả chó hoang cũng có một nửa cơ hội ở nhà, nhưng tôi cảm thấy đánh giá ở Hàn Quốc là khắc nghiệt nhất. Giống như tôi trở về nhà, nhưng trong lòng lại càng không thoải mái. Tôi chỉ hy vọng có thêm một chút ủng hộ”.

## Vinh danh
| Năm  | Nhà xuất bản             | Hạng mục                                          | Thứ hạng | Ct.    |
| ---- | ------------------------ | ------------------------------------------------- | -------- | ------ |
| 2024 | South China Morning Post | 15 bộ phim truyền hình Hàn Quốc hay nhất năm 2024 | Hạng 1   | [ 74 ] |